# Santiago Lebus
Santiago Nicolás Lebus (Santo Tomé, Provincia de Santa Fe, Argentina; 18 de julio de 1996) es un futbolista argentino. Juega como mediocampista por derecha y su primer equipo fue Unión de Santa Fe. Actualmente milita en Estudiantes de San Luis del Torneo Federal A.

## Trayectoria
Oriundo de Santo Tomé, Santiago Lebus se inició futbolísticamente en el club Independiente de esa ciudad para luego sumarse a las inferiores de Unión de Santa Fe. 
En enero de 2016 el técnico Leonardo Madelón lo llevó a la pretemporada con el plantel profesional y durante el torneo comenzó a integrar el banco de suplentes en algunos partidos pero antes de poder sumar sus primeros minutos de forma oficial sufrió una rotura de ligamentos en un encuentro de Reserva que lo mantuvo alejado de las canchas durante un largo tiempo. Pese a esto, el club decidió hacerle su primer contrato con una duración de cuatro años.
Una vez recuperado de la lesión, a principios de 2017 comenzó a jugar nuevamente en Reserva para sumar rodaje y así poder reinsertarse en el plantel profesional, cosa que terminó consiguiendo en 2018. Finalmente, el 3 de febrero le llegó el tan postergado debut: ese día, en el partido que terminó con derrota para Unión por 1-0 ante Rosario Central, ingresó a los 37 del ST en reemplazo de Mauro Pittón.
Jugó también en All Boys, Deportivo FATIC de Bolivia, Independiente Petrolero de Bolivia, Real Pilar, Ítróttarfelag Fuglafjarðar de Islas Feroe, Argja Bóltfelag de Islas Feroe y Sarmiento de Resistencia.

## Clubes
- Actualizado al 17 de agosto de 2025

| Club                        | Div.                | Temporada           | Liga | Liga | Copa Nacional | Copa Nacional | Copa Internacional | Copa Internacional | Total | Total |
| Club                        | Div.                | Temporada           | PJ   | G    | PJ            | G             | PJ                 | G                  | PJ    | G     |
| --------------------------- | ------------------- | ------------------- | ---- | ---- | ------------- | ------------- | ------------------ | ------------------ | ----- | ----- |
| Unión Argentina             | 1.ª                 | 2016                | 0    | 0    | 0             | 0             | -                  | -                  | 0     | 0     |
| Unión Argentina             | 1.ª                 | 2016/17             | 0    | 0    | 0             | 0             | -                  | -                  | 0     | 0     |
| Unión Argentina             | 1.ª                 | 2017/18             | 4    | 0    | 0             | 0             | -                  | -                  | 4     | 0     |
| Unión Argentina             | 1.ª                 | 2018/19             | 0    | 0    | 1             | 0             | 0                  | 0                  | 1     | 0     |
| Unión Argentina             | Total               | Total               | 4    | 0    | 1             | 0             | 0                  | 0                  | 5     | 0     |
| All Boys Argentina          | 2.ª                 | 2019/20             | 3    | 0    | 1             | 0             | -                  | -                  | 4     | 0     |
| All Boys Argentina          | Total               | Total               | 3    | 0    | 1             | 0             | -                  | -                  | 4     | 0     |
| Deportivo FATIC · Bolivia   | 3.ª                 | 2020                | ?    | ?    | -             | -             | -                  | -                  | ?     | ?     |
| Deportivo FATIC · Bolivia   | Total               | Total               | ?    | ?    | -             | -             | -                  | -                  | ?     | ?     |
| Independiente (S) · Bolivia | 2.ª                 | 2020                | 13   | 1    | -             | -             | -                  | -                  | 13    | 1     |
| Independiente (S) · Bolivia | Total               | Total               | 13   | 1    | -             | -             | -                  | -                  | 13    | 1     |
| Real Pilar Argentina        | 4.ª                 | 2021                | 15   | 0    | 1             | 0             | -                  | -                  | 16    | 0     |
| Real Pilar Argentina        | Total               | Total               | 15   | 0    | 1             | 0             | -                  | -                  | 16    | 0     |
| ÍF Fuglafjørður Islas Feroe | 2.ª                 | 2022                | 6    | 2    | 1             | 1             | -                  | -                  | 7     | 3     |
| ÍF Fuglafjørður Islas Feroe | Total               | Total               | 6    | 2    | 1             | 1             | -                  | -                  | 7     | 3     |
| Argja Bóltfelag Islas Feroe | 1.ª                 | 2022                | 12   | 0    | -             | -             | -                  | -                  | 12    | 0     |
| Argja Bóltfelag Islas Feroe | 1.ª                 | 2023                | 25   | 0    | 1             | 0             | -                  | -                  | 26    | 0     |
| Argja Bóltfelag Islas Feroe | Total               | Total               | 37   | 0    | 1             | 0             | -                  | -                  | 38    | 0     |
| Sarmiento (R) Argentina     | 3.ª                 | 2024                | 16   | 1    | -             | -             | -                  | -                  | 16    | 1     |
| Sarmiento (R) Argentina     | Total               | Total               | 16   | 1    | -             | -             | -                  | -                  | 16    | 1     |
| Estudiantes (SL) Argentina  | 3.ª                 | 2025                | 19   | 0    | -             | -             | -                  | -                  | 19    | 0     |
| Estudiantes (SL) Argentina  | Total               | Total               | 19   | 0    | -             | -             | -                  | -                  | 19    | 0     |
| Total en su carrera         | Total en su carrera | Total en su carrera | 113  | 4    | 5             | 1             | 0                  | 0                  | 118   | 5     |

## Palmarés
| Título                     | Club                    | País    | Año  |
| -------------------------- | ----------------------- | ------- | ---- |
| Ascenso a Primera División | Independiente Petrolero | Bolivia | 2020 |